# Svartvedsakacia
Svartvedsakacia (Acacia melanoxylon) är en art inom familjen ärtväxter från östra Australien. 
Svartvedsakacian blir en buske eller träd på upp till 20 meter. Blad förekommer endast på unga plantor och ersätts snart av bladlika fylloider, som är elliptiska eller lansettlika och med längsgående nerver. De är vanligen mörkt gröna eller grågröna. Blomställningarna är klotformade med blekt gräddgula blommor. De är kortare än fylloiderna.
Barken av trädet har under namnet "black wood" sålts som garvämne.